# Мульда зсування земної поверхні
Мульда зсування (зрушення) земної поверхні (рос. мульда сдвижения земной поверхности, англ. shift trough, trough subsidence; нім. Senkungsmulde f der Erdoberfäche) — ділянка земної поверхні, де відбулося зрушення гірських порід під впливом гірничих розробок.

## Загальна характеристика
Внаслідок порушення природної рівноваги в товщі порід, викликаного виїмкою, переміщення гірських порід в надрах здійснюється в бік виробленого простору. Утворюється зона зрушення, верхня частина якої і являє собою М.з.з.п.
Зрушення порід в М.з.з.п. розподіляються нерівномірно. Особливо небезпечними є крайові частини М.з.з.п. (рис.).Природно, що процес зрушення буде тривати до встановлення нового положення рівноваги в товщі порід. Величини виниклих деформацій залежать від багатьох природних і виробничих умов: гірничогеологічних особливостей товщі, потужності вийманого пласта (покладу) та його кута падіння, глибини гірничих робіт, площі і технології виїмки і ін. Головні перетини М.з. – вертикальні перетини мульди за простяганням і вхрест простяганню пласта, які проходять через точки з максимальними осіданнями поверхні.

## Головні перерізи мульди зрушення земної поверхні
Головні перерізи мульди зрушення земної поверхні (рос. главные сечения мульды сдвижения земной поверхности) – вертикальні перерізи мульди за простяганням і навхрест простягання відроблюваного вугільного пласта (рудного тіла), які проходять через точку з найбільшим осіданням земної поверхні. В цих перерізах зрушення і деформації земної поверхні досягають максимальної для даної мульди величини.